# Cantó de Viarmes
El cantó de Viarmes és un antic cantó francès del departament de Val-d'Oise, que estava situat al districte de Sarcelles. Comptava amb 10 municipis i el cap era Viarmes.
Va desaparèixer al 2015 i el seu territori es va dividir entre el cantó de Fosses, el cantó de Domont i el cantó de L'Isle-Adam.

## Municipis
- Asnières-sur-Oise
- Baillet-en-France
- Belloy-en-France
- Maffliers
- Montsoult
- Noisy-sur-Oise
- Saint-Martin-du-Tertre
- Seugy
- Viarmes
- Villaines-sous-Bois

## Història
| Data d'elecció                           | Identitat             | Partit              | Qualitat |
| ---------------------------------------- | --------------------- | ------------------- | -------- |
| 1967-1989                                | Pierre Salvi          | CD, després UDF-CDS |          |
| 1989-2004                                | Émelyne Georges-Picot | Divers droite       |          |
| 2004-                                    | Daniel Desse          | UMP                 |          |
| les dades anteriors no són pas conegudes |                       |                     |          |
|                                          |                       |                     |          |

## Demografia
| A partir de 1990: Població sense dobles comptes |